# Gare de Torokko Hozukyō
À ne pas confondre avec la gare de Hozukyō.
La gare de Torokko Hozukyō (トロッコ保津峡駅, Torokko Hozukyō-eki) est une gare ferroviaire située dans l'arrondissement de Nishikyō de la ville de Kyoto au Japon, située sur le chemin de fer touristique Sagano Scenic Railway. Elle se trouve sur le site de la première gare de Hozukyō, déplacée en 1989.

## Situation ferroviaire
La gare de Torokko Hozukyō est située au point kilométrique (PK) 3,4 de la ligne Sagano Scenic Railway. Elle se trouve dans le quartier Arashiyama Kitamatsuoyama (嵐山北松尾山) de l'arrondissement de Nishikyō, à Kyoto.

## Histoire

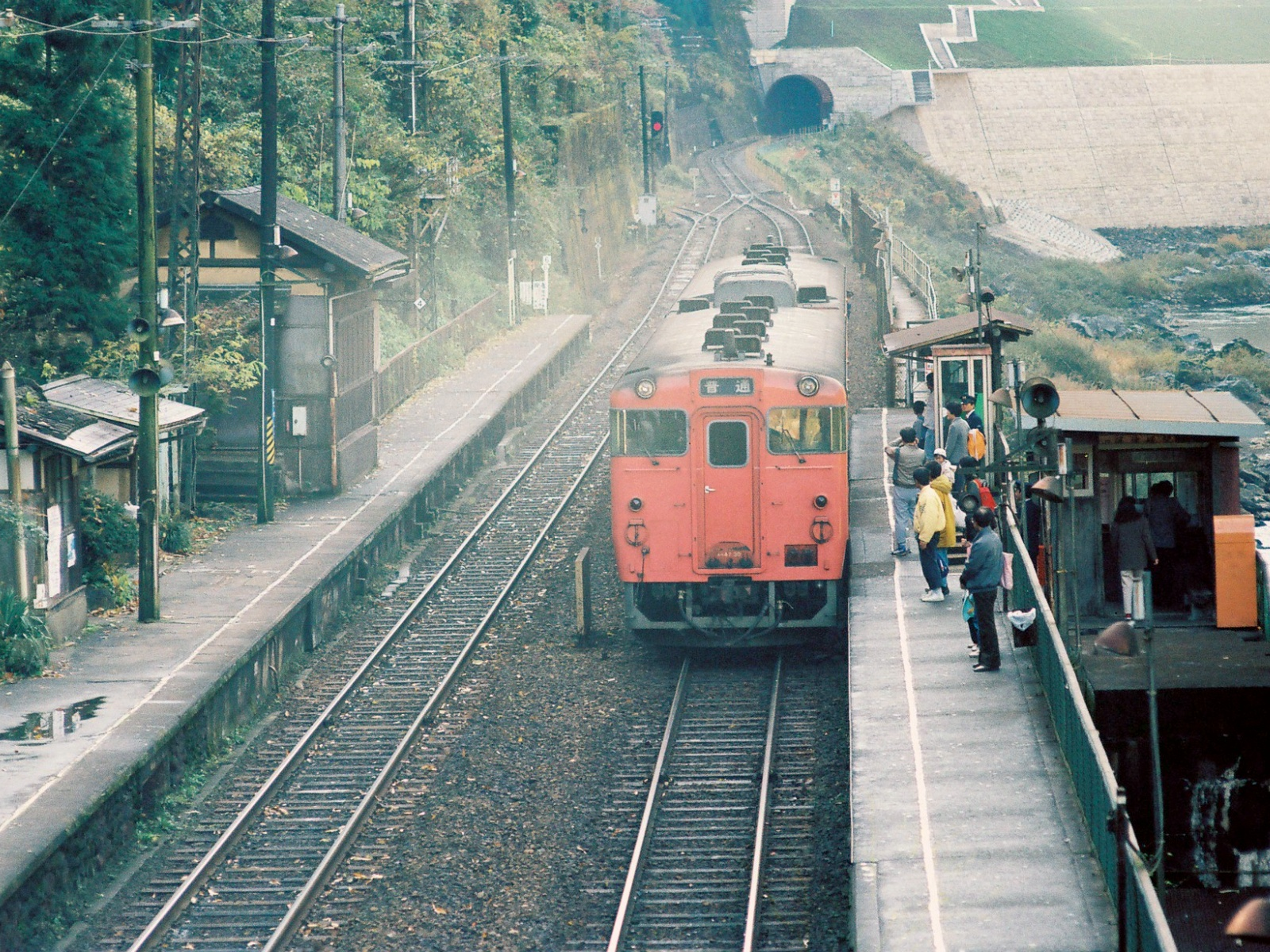
Apparence des quais et du bâtiment voyageurs de l'ancienne gare de Hozukyō vers 1988.

La gare de Torokko Hozukyō est originellement la gare de Hozukyō, sur la ligne principale San'in, dont la section de ligne a été renommée « ligne Sagano » en 1988. La  gare de Hozukyō, originellement un poste d'aiguillage, est inaugurée le 15 avril 1936. Le 5 mars 1989, la section de la ligne Sagano entre les gares de Saga et d'Umahori est rouverte à double voie et la gare de Hozukyō est déplacée à son emplacement actuel, dans la ville de Kameoka. Le bâtiment voyageurs et les voies sont alors abandonnées. La gare de Torokko Hozukyō est ouverte en même temps que l'entièreté de la ligne Sagano Scenic Railway le 27 avril 1991, réutilisant l'ancienne voie de la ligne Sagano et l'ancien bâtiment voyageurs de la gare de Hozukyō. En 2001, elle est sélectionnée par le Ministère du Territoire, des Infrastructures, des Transports et du Tourisme comme l'une des 100 gares de la région du Kinki (ja) à l'occasion du jour des chemins de fer (ja). Le 16 septembre 2013, après le passage du typhon Man-yi (en), le pont Ukō (鵜飼橋) reliant la gare de Torokko Hozukyō à la rive opposée de la Hozu est endommagé et fermé peu après. Le service sur la Sagano Scenic Railway est brièvement interrompu jusqu'au 19 septembre, mais la gare demeurait inaccessible depuis la route préfectorale 50 (ja). Le 27 juillet 2014, les travaux de réfection du pont sont terminés et il est rouvert à la circulation.

## Service des voyageurs

### Accueil

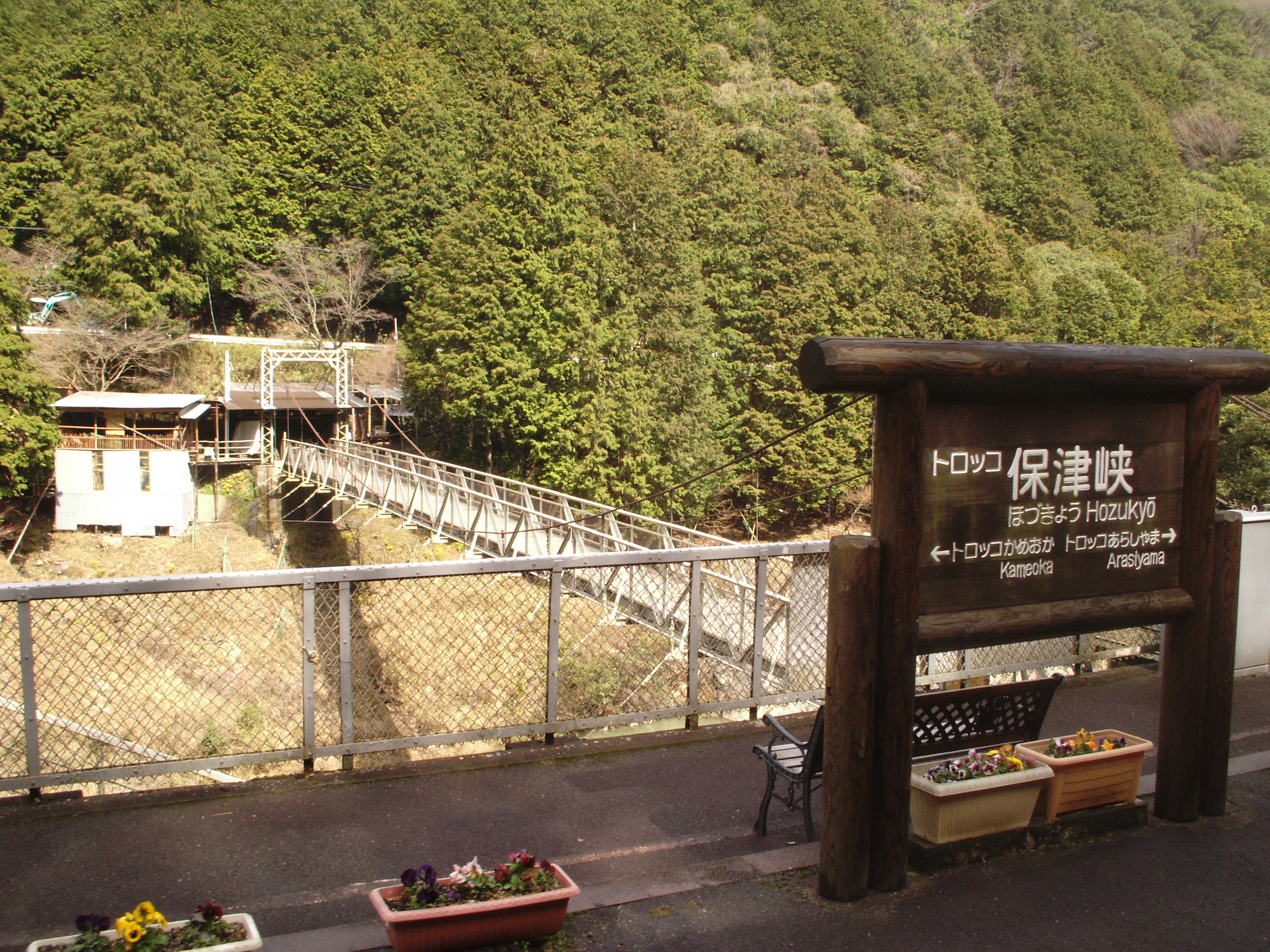
Vue de la gare en 2006.

La gare dispose d'un bâtiment voyageurs construit au niveau du sol au nord de l'unique voie. À l'époque de la gare de Hozukyō, la gare disposait de deux quais avec deux voies, mais la voie et le quai sud ont été démantelées, en plus des installations d'aiguillage. Des vestiges de ces installations sont encore visibles.
La gare, située directement au sud de la rivière Hozu est reliée à la route sur la rive nord de la rivière seulement par un pont suspendu en bois, le pont Ukō. Des escaliers relient le pont au bâtiment voyageurs et le bâtiment voyageurs au quai. La gare ne dispose pas d'employés.

### Gares adjacentes
Elle est troisième gare de la ligne Sagano Scenic Railway.
| «                  |  | Service               |  | »               |
| ------------------ |  | --------------------- |  | --------------- |
| Torokko Arashiyama |  | Sagano Scenic Railway |  | Torokko Kameoka |

### Intermodalité
La gare de Hozukyō sur la ligne San'in est située à environ 1 000 mètres à l'ouest, et est accessible à pied, seulement en traversant le pont Ukō, puis en marchant le long de la route préfectorale 50.

## Dans les environs
La gare se trouve dans la vallée de la Hozu (ja), réputée pour ses paysages d'automne. À l'entrée de la gare se trouvent des statues de tanukis en céramique de Shigaraki.